# Carmen Sanz Ayán
Carmen Sanz Ayán (Madrid, 19 de novembre de 1961) és una historiadora i professora espanyola especialitzada en Història Moderna, acadèmica de nombre de la Reial Acadèmia de la Història des de 2005.

## Biografia
Carmen Sanz Ayán va estudiar història a la Universitat Complutense de Madrid, on va obtenir el Premi Extraordinari de llicenciatura el 1984 i el Premi Extraordinari de doctorat quatre anys més tard. Posteriorment, va esdevindre catedràtica d'Història Moderna a la mateixa universitat, on ha exercit la docència en el Departament d'Història Moderna, des de 1989 com a Professora Titular i des de 2007 com a Catedràtica tots dos càrrecs per concurs-oposició. Va ser vocal de la Fundació d'Història Moderna (2003-2004) i també Membre del Consell Científic de la Casa de Velázquez (Ministére de l'Enseignement et de la Recherche de France) (2007-2010). També és coordinadora del màster en Història de la Monarquia Hispànica (UCM) des de 2010.
Les seves principals línies de recerca giren al voltant de l'estudi de les xarxes financeres que van operar a Europa durant l'edat moderna, de l'anàlisi dels aspectes socioeconòmics del teatre barroc i de la història política de la segona meitat del segle xvii i primers anys del xviii. Ha dirigit diversos projectes de recerca subvencionats per la Comunitat Autònoma de Madrid, i els Ministeris d'Educació i Ciència i Tecnologia en convocatòries competitives, l'últim d'ells, titulat Circulación, patrimonio y poder de elites en la Monarquía Hispánica 1640-1715 (2010-2012).
Va ser Premi Extraordinari de llicenciatura (1984) i Premi Extraordinari de Doctorat (1988). També va ser finalista del Premio Nacional de Historia de España (1990) i Premi Ortega y Gasset d'Assaig i Humanitats (1993). En 2014 va ser guardonada amb el Premio Nacional de Historia de España per l'estudi Los banqueros y la crisis de la monarquía hispánica de 1640.
Fou escollida Acadèmica de Nombre de la Reial Acadèmia de la Història el 18 de febrer de 2005 per unanimitat i amb l'aval de Luis Miguel Enciso Recio, José Alcalá-Zamora i Carmen Iglesias Cano per formar part d'aquesta institució. Va prendre possessió de la seva plaça el 26 de febrer de 2006.

## Obres
- Los Banqueros de Carlos II. Salamanca, Universidad de Valladolid (1988)
- 'Sevilla y el Comercio de Indias, Madrid, Akal (1993)
- La Guerra de Sucesión, Madrid, Akal (1997)
- “Teatro Monárquico” de Pedro Portocarrero. Edición crítica, Estudio preliminar y notas. Madrid, CEPC (1998)
- Ingenio fecundo y juicio profundo. Estudios de Historia del Teatro en la Edad Moderna. (Coord.), Madrid, Universidad Complutense (1999)
- Teatro y Comediantes en el Madrid de Felipe II Madrid, Universidad Complutense (2002)
- (Coord. C.) Teatro y Fiesta del Siglo de Oro en Tierras Europeas de los Austrias. Madrid, SEACEX (2003)
- Estado Monarquía y Finanzas. Estudios de Historia Financiera en tiempos de los Austrias, Madrid, CEPC (2004).
- La España y el Cervantes del primer Quijote. Madrid, Real Academia de la Historia, 2005.
- Banca Crédito y Capital. La Monarquía Hispánica y los Antiguos Países Bajos (1505-1700). Madrid, Fundación Carlos de Amberes. 2006.
- Pedagogía de Reyes: El teatro palaciego en el reinado de Carlos II. Madrid, R.A.H., 2006.
- Col·laboració en la redacció del Diccionario Biográfico de la R.A.H.